# امیرخان سردار
امیرگونه خان قاجار دَوَلّو معروف به امیر خان سردار (؟–۲۵ شهریور ۱۲۰۵ ه‍.خ) فرزند فتحعلی خان قاجار دولو و دایی عباس میرزا نایب‌السلطنه از سرداران ایران در هر دو دورهٔ جنگ‌های ایران و روسیه بود. فرزند دوم او میرزا محمد خان قاجار دولو معروف به کشیکچی‌باشی و سپس سپهسالار اعظم برای ۱ سال و چند ماه قائم‌مقام ناصرالدین شاه بود و در بسیاری از منابع از او به نام صدراعظم ناصرالدین شاه یاد می‌کنند.

## مأموریت‌ها
در سال ۱۲۲۳ ه‍.ق با فوجی از سپاه مأمور مغان و قراجه‌داغ شد و به میانجی‌گری او مصطفی خان طالش و نظرعلی خان شاهسون حاکم اردبیل بخشیده شدند. در ۱۲۲۶ ه‍.ق از چمن کلنبر اهر مأمور تصرف بَرکُشاط شد و شش‌هزار خانوار از قبیله‌های قره‌باغ را به جنوب رود ارس کوچ داد. در ۱۲۲۸ ه‍.ق همراه با میرزا محمدعلی مستوفی آشتیانی با اردویی روانهٔ تالش گردید.
در هنگام غیبت پدر، فرزند او نصرالله خان نایب‌الایاله به نیابت از پدر در اهر حکومت و فرماندهی داشت.
امیر خان سردار پس از انجام مأموریت‌هایی در جناح شرقی قشون عباس میرزا، مأمور جناح غربی شد. در سال ۱۲۳۱ ه‍.ق به همراه یوسف خان گرجی سرهنگ فوج بهادران نومسلمان، کردهای بِلباس را سرکوب کرد و مدتی بعد در محل کرمیان نزدیک شهرزور آنان را تاراند.
در ۱۲۳۷ ه‍.ق در نبرد عباس میرزا با عثمانی‌ها، از خود دلاوری نشان داد و پس از پیروزی به جای پدر خود به حکومت و سرداری خوی و نواحی گشوده‌شده از خاک عثمانی (باشلقان، حکاری و کردستان) گمارده شد.
در پنج سال پایانی عمرش، حاکم و سردار خوی بود و در سال ۱۲۴۱ ه‍.ق برای عروسی پسرش نصرالله میرزا و دختر عباس میرزا جشن باشکوهی در همان شهر و با شرکت عباس میرزا برگزار کرد.
در بهار ۱۲۴۱ ه‍.ق؛ که به فرمان فتحعلی شاه مقدمات دورهٔ دوم جنگ‌های ایران و روسیه فراهم می‌شد، سردار دستور یافت با چهار فوج از نظام دُنبُلی (خوی) و افشار از ارس بگذرد، به نخجوان برود و نظام کنگرلو را بردارد و از راه چیچکلو در قره‌باغ به اردوی عباس میرزا بپیوندد.
در میانه‌های ۱۲۴۲ ه‍.ق همراه محمد میرزا با هشت‌هزار لشکر نظام و غیرنظام با هشت عراده توپ مأموریت یافت تا از شهر گنجه دفاع کند و کنار رودخانهٔ زَکَم در نزدیکی این شهر لشکرگاه زد؛ و در روز شنبه ۱۴ صفر ۱۲۴۲ ه‍.ق (برابر ۲۵ شهریور ۱۲۰۵ ه‍.خ) در نبردی که در صحرای زَکَم میان سرلشکر والرین مَدَدوف و نیروهای او درگرفت در نتیجهٔ تهور و از خود گذشتگی جان سپرد. به فرمان فرمانده دشمن در همان‌جا به آیین اسلام به خاک سپرده شد.
عباس میرزا که از سرنوشت سردار و دایی خود و سقوط گنجه بسیار خشمگین بود به میرزا تقی مستوفی آشتیانی می‌نویسد: «یک تهور بیجای امیر خان باعث تلف خودش شد. غازیان شیرشکار هم که معلوم، او را گذاشتند و دررفتند. البته قدغن عزاداری در خوی و تبریز به جهت سردار بکن، که خلاف رأی ما می‌شود. آب و آش و طعام عیب ندارد؛ و به جهت اینکه میان شهید و رختخواب‌مرده تفاوتی داشته باشد.»
امیر خان سردار با عباس میرزا و برخی از اطرافیان او اختلافاتی داشت. جهانگیر میرزا می‌نویسد: «امیر خان سردار با میرزا ابوالقاسم قائم‌مقام در کمال بی‌صفائی بود.» او در مأموریت به «اردوی قراباغی» به تهاون و جبن متهم شد. این اتهام را در نوشتهٔ جهانگیر میرزا پسر عباس میرزا می‌خوانیم که تهور سردار را در نبرد زَکَم گنجه و کشته شدنش را، یک نوع خوش‌خدمتی برای تبرئهٔ خویش و جبران سستی و بی‌خدمتی او در مأموریت اهر قلمداد کرده است.
او ظاهراً نخستین بار و همزمان با سرداران ایروان عنوان سردار را دریافت کرد. این عنوان عالی‌ترین درجه در سلسله مراتب نظامی در نظام جدید عباس میرزا و مختص فرماندهان مرزی بود.

## نامه‌ها
از امیر خان سردار ۱۲ نامه و گزارش و یادداشت برجای مانده است که ۹ نامه از آن‌ها به خط خود اوست و اطلاعات ارزنده‌ای از جزئیات مسائل نظامی و دیوانی آن روز پشت جبههٔ جنگ (منطقهٔ اهر و ارسباران) دربردارد. این نامه‌ها از قدیمی‌ترین نمونه‌های ساده‌نویسی به زبان فارسی می‌باشند و مانند نامه‌هایی هستند که از عباس میرزا باقی‌مانده است.
گیرندهٔ این نامه‌ها علی پاشا خان دنبلی یکی از ۹ پسر حاجی علیقلی بیگ دنبلی از خاندان دنبلی خوی است. تنها دختر حاجی علیقلی بیگ همسر امیر خان سردار و مادر میرزا محمد خان کشیکچی‌باشی (سپهسالار اعظم) بود.
بعدها در زمان ناصرالدین شاه لقب «امیر خان سردار» به نوهٔ دختری او وجیه‌الله میرزا اعطا می‌گردد. پس از درگذشت وجیه‌الله میرزا (در زمان مظفرالدین شاه) نیز برای مدتی این لقب به فرزندش نصرت‌الله میرزا (بعدها امیراعظم) می‌رسد.